# ФК Фрушкогорац
ФК Фрушкогорац је фудбалски клуб из Сремске Каменице. Основан је 1919. године. Постоје одређени показатељи да је клуб основан 1917. године, али валидан доказ није пронађен, па се 1919. година узима као година оснивања. Прво име фудбалског клуба било је КСК (Каменички спортски клуб), да би десетак година касније клуб променио име у Фрушкогорац. Своје прве утакмице Фрушкогорац играо је на терену у Каменичком парку да би 1975. године прешао на ново игралиште које је и до данас данашњег дома фудбалера Фрушкогорца. Боје клуба су зелена и бела

## Стадион
Своје прве фудбалске утакмице, Фрушкогорац је играо на свом старом теретну у Каменичком парку. Свлачионице су биле удаљене од игралишта око 700 метара. Услови су били веома лоши, али су постизани добри резултати. Почетком седамдесетих година озбиљно се почело размишљати о изградњи новог игралишта. На седници управе Фрушкогорца одржаној 10.јуна 1975. године, формирана је комисија за изгрању новог игралишта. Изградња је трајала преко две године, постављена је ограда, нови голови, травната подлога од природне траве, а адаптацијом старог биоскопа направљене су и свлачионице. На почетку 21.века урађене су и трибине које до тада нису постојале. Са улагањем и сређивањем стадиона стало се све до 2018. године, када су прво урађене прскалице за наводњавање терена по најновијим стандардима. Затим је годину дана касније прво реконструкисан кров на свлачионицама , а 30. августа 2019. године постављени су и рефлектори на фудбалском терену, па се може рећи да је након сто година постојања Фрушкогораца засијао. У 2021. години, започињу радови на потпуној реконструкцији ограде око читавог стадиона. У ближој будућности у плану је и сређивање трибина.

## Навијачи
Године 2004. основана је навијачка група ''Stone knights'' која у преводу значи камени витезови. Након 85 година постојања фудбалског клуба Фрушкогорац основана је ова навијачка група. Групу су чинили момци из Сремске Каменице који су верно пратили утакмице свог локалног клуба. Група је пар година била веома активна, редовна на утакмицама које је Фрушкогорац играо код куће, а неретко су одлазили и на гостовања. Ова навијачка група одржала се на неки начин и до дана данашњег. Не баш у свом изворном облику, али тренутне млађе генерације покушавају да наставе традицију дугу 15 година, и да не дозволе поптуно гашење навијачке групе. Могу се чути и називи попут Кама Мама.